# Графский (Ставропольский край)
Гра́фский — хутор в Курском районе (муниципальном округе) Ставропольского края России.

## География
Хутор расположен в южной части Курского района, справа от канала имени Ленина. Находится в 42 км к юго-востоку от районного центра Курская, в 255 км от краевого центра Ставрополь, и в 14 км к северо-востоку от Моздока.
Граничит с землями населённых пунктов: Серноводское на востоке, Весёлое на юге, Медведев и Бугулов на западе и Дыдымкин на северо-востоке.
Населённый пункт расположен в степной зоне. Средние высоты составляют 127 метров над уровнем моря. Перепады высот незначительны.
Гидрографическая сеть представлена в основном искусственными каналами и артезианскими колодцами.
Климат умеренно континентальный, характеризующаяся жарким летом со средними температурами около +27°С и холодной зимой со средними температурами января около −5°С. Среднегодовое количество осадков составляет около 500 мм.

## История
Хутор основан в 1870 году. 
Согласно «Списку населённых мест Терской области» на 1 июля 1914 года хутор Графский (число дворов – 64, количество жителей – 286 человек) входил в Моздокский отдел.
В 1959 году стал административным центром Серноводского сельсовета Ставропольского края.
До 16 марта 2020 года хутор был административным центром упразднённого Серноводского сельсовета.

## Население
| 1989 | 2002  | 2010  | 2021  |
| ---- | ----- | ----- | ----- |
| 844  | ↗1141 | ↗1258 | ↘1238 |

Национальный состав
По данным Всероссийской переписи населения 2010 года:
| Народ      | Численность, чел. | Доля от всего населения, % |
| ---------- | ----------------- | -------------------------- |
| русские    | 502               | 39,9 %                     |
| турки      | 331               | 26,3 %                     |
| кабардинцы | 240               | 19,1 %                     |
| аварцы     | 55                | 4,4 %                      |
| осетины    | 39                | 3,1 %                      |
| даргинцы   | 25                | 1,6 %                      |
| грузины    | 20                | 1,6 %                      |
| другие     | 46                | 3,7 %                      |
| всего      | 1258              | 100 %                      |

## Инфраструктура
- Дом культуры[12]
- Детский сад № 10
- Средняя общеобразовательная школа № 12
- Фельдшерский пункт[13]

## Улицы
В Графском 3 улицы: Восточная, Степная, Школьная.

## Памятники
- Братская могила красных партизан, погибших в годы гражданской войны, и 27 советских воинов, погибших при освобождении хутора от фашистских захватчиков[15]
- Памятник В. И. Ленину[16]

## Кладбище
В 1 км к югу от хутора расположено общественное открытое кладбище площадью 20 тыс. м².